# Viktor Troicki
Viktor Troicki (ur. 10 lutego 1986 w Belgradzie) – serbski tenisista, zdobywca Pucharu Davisa z 2010 roku, olimpijczyk z Londynu (2012) i Rio de Janeiro (2016).

## Kariera tenisowa
Karierę tenisową Troicki rozpoczął w 2006 roku. Początkowo grywał w turniejach z serii ITF Futures oraz ATP Challenger Tour.
Pierwszy znaczący wynik szczebla ATP World Tour zanotował w roku 2007, podczas rywalizacji w Umagu dochodząc do półfinału. Po drodze Troicki pokonał Novaka Đokovicia, jednak pojedynek o finał rozgrywek przegrał z Andreiem Pavlem. Pierwszy finał zawodów ATP World Tour Troicki rozegrał w połowie sierpnia 2008 roku w Waszyngtonie, eliminując po drodze m.in. Andy’ego Roddicka. Mecz o tytuł przegrał z Juanem Martínem del Potro.
W maju 2009 roku Troicki wraz z Janko Tipsareviciem i Nenadem Zimonjiciem zdobył Drużynowy puchar świata na ziemnych kortach w Düsseldorfie. W finale Serbowie wygrali 2:1 z Niemcami, a Troicki zdobył punkt wygrywając mecz z Rainerem Schüttlerem. Drugi finał rozgrywek ATP World Tour z udziałem Serba miał miejsce we wrześniu 2009 roku w Bangkoku. Troicki wyeliminował po drodze m.in. Jo-Wilfrieda Tsongę; przegrał z Gilles’em Simonem.
W październiku 2010 roku Troicki wygrał zawody w grze podwójnej w Bangkoku. Partnerem deblowym Serba był Christopher Kas, a w finale wynikiem 6:4, 6:4 pokonali debel Jonatan Erlich-Jürgen Melzer. Tegoż samego miesiąca Serb wygrał swój pierwszy singlowy turniej rangi ATP World Tour, na kortach twardych w Moskwie. W drodze po tytuł pokonał m.in. Jo-Wilfrieda Tsongę, a w finale Markosa Pagdatisa. Również podczas zawodów w Moskwie Serb osiągnął finał w grze podwójnej, partnerując Janko Tipsareviciowi. W finale Serbska para przegrała z Igorem Kunicynem i Dmitrijem Tursunowem.
W styczniu 2011 roku Troicki osiągnął finał zawodów w Sydney. Po drodze wyeliminował m.in. Richarda Gasqueta, jednak pojedynek finałowy przegrał z Gilles’em Simonem. W połowie października Serb dotarł do finału w Moskwie, jednak w meczu o tytuł uległ Janko Tipsareviciowi.
W 2012 roku zagrał na igrzyskach olimpijskich w Londynie. Zarówno z zawodów singlowych i deblowych odpadł w I rundzie, w deblu startując z Novakiem Đokoviciem.
Drugi singlowy tytuł Serb wywalczył w styczniu 2015 roku podczas turnieju w Sydney, startując z eliminacji. W spotkaniu finałowym pokonał Michaiła Kukuszkina. W czerwcu Troicki został finalistą zawodów w Stuttgarcie jedynie ulegając Rafaelowi Nadalowi.
Trzecie zwycięstwo w grze pojedynczej Troicki osiągnął ponownie w Sydney, a finałowym rywalem Serba był Grigor Dimitrow. W lutym 2016 roku grał w finale zawodów w Sofii, ale cały turniej wygrał Roberto Bautista-Agut. Latem zagrał na igrzyskach olimpijskich w Rio de Janeiro odpadając z turnieju singlowego w 1 rundzie.
W lutym 2017 Troicki został zwycięzcą turnieju gry podwójnej w Sofii partnerując Nenadowi Zimonjiciowi.
Od lutego 2008 Troicki reprezentował Serbię w Pucharze Davisa. W 2010 roku zdobył wraz z drużyną końcowy tytuł. Zespół serbski po drodze pokonał USA, Chorwację, Czechy, a w finale Francję. W rundzie z Francuzami Troicki zdobył decydujący punkt na 3:2 w rywalizacji, pokonując 6:2, 6:2, 6:3 Michaëla Llodrę.
25 lipca 2013 roku Victor Troicki został zdyskwalifikowany przez Komisję Antydopingową ITF na okres półtora roku za odmowę poddania się badaniu krwi podczas turnieju ATP World Tour Masters 1000 w Monte Carlo w 2013 roku.
W 2021 roku zakończył karierę zawodową.

### Finały w turniejach ATP World Tour
| Legenda                                      |
| -------------------------------------------- |
| Wielki Szlem                                 |
| Igrzyska olimpijskie                         |
| Tennis Masters Cup / ATP Finals              |
| ATP Masters Series / ATP Tour Masters 1000   |
| ATP International Series Gold / ATP Tour 500 |
| ATP International Series / ATP Tour 250      |

#### Gra pojedyncza (3–6)
| Końcowy wynik | Nr | Data                 | Turniej    | Nawierzchnia  | Przeciwnik            | Wynik finału     |
| ------------- | -- | -------------------- | ---------- | ------------- | --------------------- | ---------------- |
| Finalista     | 1. | 17 sierpnia 2008     | Waszyngton | Twarda        | Juan Martín del Potro | 3:6, 3:6         |
| Finalista     | 2. | 4 października 2009  | Bangkok    | Twarda (hala) | Gilles Simon          | 5:7, 3:6         |
| Zwycięzca     | 1. | 24 października 2010 | Moskwa     | Twarda (hala) | Markos Pagdatis       | 3:6, 6:4, 6:3    |
| Finalista     | 3. | 16 stycznia 2011     | Sydney     | Twarda        | Gilles Simon          | 5:7, 6:7(4)      |
| Finalista     | 4. | 23 października 2011 | Moskwa     | Twarda (hala) | Janko Tipsarević      | 4:6, 2:6         |
| Zwycięzca     | 2. | 17 stycznia 2015     | Sydney     | Twarda        | Michaił Kukuszkin     | 6:2, 6:3         |
| Finalista     | 5. | 14 czerwca 2015      | Stuttgart  | Trawiasta     | Rafael Nadal          | 6:7(3), 3:6      |
| Zwycięzca     | 3. | 16 stycznia 2016     | Sydney     | Twarda        | Grigor Dimitrow       | 2:6, 6:1, 7:6(7) |
| Finalista     | 6. | 7 lutego 2016        | Sofia      | Twarda (hala) | Roberto Bautista-Agut | 3:6, 4:6         |

#### Gra podwójna (2–2)
| Końcowy wynik | Nr | Data                 | Turniej | Nawierzchnia  | Partner            | Przeciwnicy                      | Wynik finału |
| ------------- | -- | -------------------- | ------- | ------------- | ------------------ | -------------------------------- | ------------ |
| Zwycięzca     | 1. | 3 października 2010  | Bangkok | Twarda (hala) | Christopher Kas    | Jonatan Erlich Jürgen Melzer     | 6:4, 6:4     |
| Finalista     | 1. | 24 października 2010 | Moskwa  | Twarda (hala) | Janko Tipsarević   | Igor Kunicyn Dmitrij Tursunow    | 6:7(8), 3:6  |
| Zwycięzca     | 2. | 12 lutego 2017       | Sofia   | Twarda (hala) | Nenad Zimonjić     | Michaił Jełgin Andriej Kuzniecow | 6:4, 6:4     |
| Finalista     | 2. | 12 stycznia 2018     | Sydney  | Twarda        | Jan-Lennard Struff | Łukasz Kubot Marcelo Melo        | 3:6, 4:6     |